# メテオライト (潜水艦)
| 同型艦のU-1406 |                                             |
| 艦歴           |                                             |
| 発注           | 1943年1月4日 (ドイツ海軍潜水艦U 1407として) |
| 起工           | 1943年11月13日                              |
| 進水           | 1945年2月                                   |
| 就役           | 1945年3月13日（ドイツ海軍）                 |
| 就役           | 1946年（イギリス海軍）                      |
| 退役           | 1949年9月                                   |
| その後         | 1949年に解体                                |
| 性能諸元       |                                             |
| 排水量:        | 水上：312 t / 水中：337 t                   |
| 全長:          | 41.5 m                                      |
| 全幅:          | 4.5 m                                       |
| 吃水:          | 4.3 m                                       |
| 機関           | 2軸推進                                     |
| 機関           | 潜航：ヴァルター機関（高濃度過酸化水素）    |
| 機関           | 水上：ディーゼル・エレクトリック            |
| 最大速:        | 水上：8.8 kt / 水中：25 kt                  |
| 航続 距離:     | 水上：5,600 km (8 kt) 水中：228 km (25 kt)  |
| 兵員:          | 19名                                        |
| 兵装:          | 魚雷発射管4門（再装填なし）                 |

メテオライト (HMS Meteorite) はイギリス海軍の潜水艦。第二次世界大戦中にドイツ海軍が建造した、UボートXVIIB型の1隻を引き揚げ、1946年に再就役させた艦である。

## 概要
第二次世界大戦中にドイツ海軍は、潜水艦の水中性能を向上させるために非大気依存推進機関として高濃度過酸化水素を用いたヴァルター機関の開発を行なっていた。XVIIB型Uボートは、これのプロトタイプであり、3隻が建造されている。そのうちの一艦であるU-1407は、クックスハーフェン港で沈底処分されていた。イギリスは、これを引き揚げ、HMSメテオライトとして1946年に再就役させた。バロー・イン・ファーネスでの再就役工事にはヘルムート・ヴァルター博士と彼のスタッフが監督した。
HMSメテオライトの最初の公試は、ヴァルター機関の可能性への相当な関心を持たせることとなった。メテオライト自体は、爆発性のある燃料を用いる危険な推進機関や、航空機に似た操舵システムと前部水平舵を欠くことによる操艦の困難のために乗員たちからは不評であった。メテオライトは、1949年9月、解役された。
イギリス海軍は本艦に続いて2隻のエクスプローラー級潜水艦を、ヴァルター機関搭載艦として建造し、さらなる研究開発を続けた。しかしながら、エクスプローラー級は1947年に発注されたものの、実用化が難航する間に、アメリカ海軍が原子力潜水艦の実用化に成功した。そのため、最終的にイギリス海軍でも、非大気依存推進に関する代替手段として核動力に方向転換し、ヴァルター機関への注力は放棄された。